# 第六届超级碗
第六届超级碗（Super Bowl VI）是美国国家橄榄球联盟1971赛季的总决赛，由美联冠军迈阿密海豚队对阵国联冠军达拉斯牛仔队。比赛于1972年1月16日在新奥尔良的杜兰大学体育场（Tulane Stadium）举行。
最终，达拉斯牛仔队以24-3战胜迈阿密海豚队，第一次夺得超级碗冠军。四分卫罗杰·斯陶巴（Roger Staubach）获得最有价值球员称号。